# Ochthebius wewalkai
Ochthebius wewalkai är en skalbaggsart som beskrevs av Manfred A. Jäch 1984. Ochthebius wewalkai ingår i släktet Ochthebius och familjen vattenbrynsbaggar. Inga underarter finns listade i Catalogue of Life.